# 124 Pułk Artylerii Przeciwlotniczej

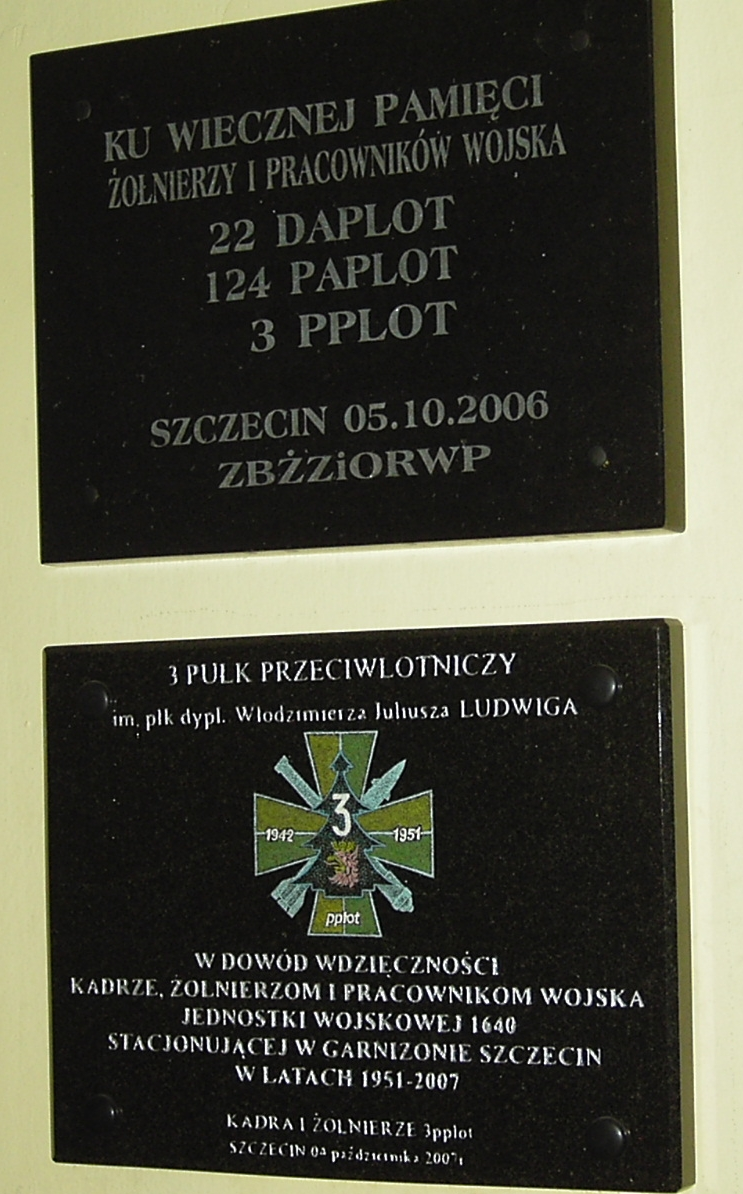
Tablica w kościele garnizonowym w Szczecinie

124 Pułk Artylerii Przeciwlotniczej – oddział przeciwlotniczy ludowego Wojska Polskiego.
Sformowany w 1955 na bazie 22 dywizjonu artylerii przeciwlotniczej. Wchodził w skład 12 Dywizji Zmechanizowanej. Stacjonował w garnizonie Szczecin przy ulicy Narutowicza, później przy Wojska Polskiego. W latach 90. XX w. przeformowany na 3 Pułk Przeciwlotniczy.

## Dowódcy jednostki
dowódcy dywizjonu i pułku
- mjr Józef Sajewicz (dowódca dywizjonu)
- ppłk Stanisław Zakrzewski
- ppłk Ryszard Krzywański
- mjr Witold Niedek (dowódca pułku)
- ppłk dypl. Marian Wieczerzak (był w 1970)[7]
- ppłk Ryszard Lisicki
- płk Jan Szulecki
- ppłk Jan Szmulew
- ppłk Witold Wąsikowski
- płk dypl. Wiesław Wolski

## Struktura organizacyjna
Dowództwo i sztab
- bateria techniczna
- bateria dowodzenia
  - pluton rozpoznawczy
  - pluton łączności
  - pluton RSWP
- 4 baterie przeciwlotnicze
  - 2 plutony ogniowe

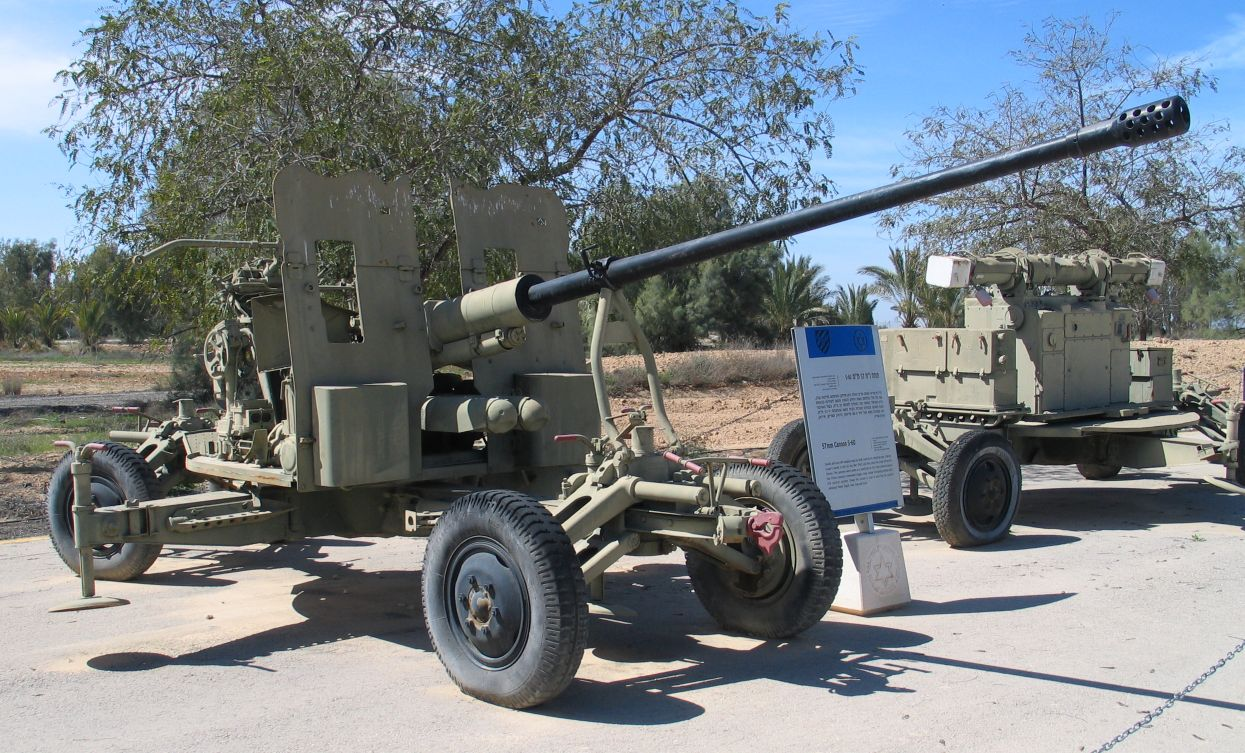
S-60 – armata pułku

- plutony: remontowy, zaopatrzenia, medyczny

Razem w pułku:
- 24 armaty przeciwlotnicze S-60 kalibru 57 mm
- RSWP  "Jawor"[b]
- RSA - SON-9A[c]
- 4 WD Rekin-1[d]
- 1 WD Rekin-2